# Интхаравихан
Храм Интхаравихан (тайск. วัดอินทรวิหาร, ʔintʰaráʔwíʔhǎːn) — буддийский храм (ват), расположенный в Пхранакхоне в Бангкоке, Таиланд. Был построен в начале периода существования тайского государства Аютия, и получил изначально название Храм Рай Рик.
Одна из главных особенностей храма — 32-метровая статуя Будды которая называется Луанг Пхо или «Пра аммиретрай» (Майтрея). Строительство статуи длилось в течение 60 лет с 1867 по 1927 год. В 1982 году, к 200-летию основания города Бангкок, изображение было обновлено и украшено итальянской золотой мозаикой. Статуя позолочена 24-каратным золотом.
На то, чтобы полностью сделать мозаику из стекла и 24-каратного золота, потребовалось 60 лет. В ушнише (выступе на макушке) статуи заключена реликвия Будды, подаренная правительством Шри-Ланки и установленная в 1978 году принцем Маха Вачиралонгкорном. Местные жители приносят статуе пожертвования в виде макрели, варёных яиц и цветочных гирлянд, потому что верят, что это принесёт им благословение во всех их делах.

## Галерея
- Передняя часть Храма
- Декорации
- Луанг по то или Луанг пав то
- Женщина молится у ног статуи Будды